# Peter Heatly
Peter Heatly   (Leith, 9 de juny de 1924 - 17 de setembre de 2015) fou un saltador escocès que va competir durant les dècades de 1040 i 1950. Posteriorment, va ocupar diversos càrrecs a la Commonwealth Games Federation, sent-ne president entre 1982 i 1990.
Va competir en les proves de trampolí de 3 metres i de palanca de 10 metres als Jocs Olímpics de 1948 i 1952, als Jocs de l'Imperi Britànic de 1950, 1954 i 1958 i al Campionat d'Europa de 1954. Va guanyar cinc medalles als Jocs de la Commonwealth i una als Campionats d'Europa, mentre el millor resultat olímpic va ser una cinquena posició el 1948. El 1990 va ser nomenat cavaller de l'Orde de l'Imperi Britànic, el 2002 fou incorporat a l'Scottish Swimming Hall of Fame i el 2016 a l'International Swimming Hall of Fame. Va ser nomenat Deputy Lieutenant per la ciutat d'Edimburg el 1984, i va obtenir títols honoris causa per la Universitat d'Edimburg (1992) i St Margaret's College (1994).